# السبيل (المضاربة والعارة)

تعديل مصدري - تعديل

السبيل هي إحدى قرى عزلة العارة بمديرية المضاربة والعارة التابعة لمحافظة لحج، بلغ تعداد سكانها 519 نسمة حسب تعداد اليمن لعام 2004.